# Ritratto di John Scott di Banks Fee
Il Ritratto di John Scott di Banks Fee è un dipinto di Pompeo Batoni. Eseguito nel 1774, è conservato nella National Gallery di Londra.

## Descrizione
L'identità del soggetto del ritratto non è certa. Banks Fee, una località nei pressi di Stow-on-the-Wold, fu acquistata da un certo John Scott nel 1753, e la presenza di un personaggio dal medesimo cognome è attestata a Roma, dove il Batoni era attivo, nel 1770.